# 三門仔村碼頭
三門仔村碼頭（英語：Sam Mun Tsai Pier）位於香港新界大埔區三門仔，是一個小型的公眾碼頭，建於1970年代。
土木工程拓展署有計劃對三門仔村碼頭進行重建，爭取於2022年動工。